# SANDWICH-MAN QUIZ THE PRICE SHOW
『SANDWICH-MAN QUIZ THE PRICE SHOW』（サンドウィッチマンクイズ ザ・プライス・ショー）は、千葉テレビ放送（チバテレ）制作で、2012年10月6日から2013年7月27日まで放送されていたクイズ番組であり、サンドウィッチマンの冠番組である。
本稿では、2013年9月7日より2014年3月29日まで放送していた続編の『SANDWICH-MAN QUIZ THE PRESEN SHOW』（サンドウィッチマンクイズ ザ・プレゼン・ショー）についても詳述する。

## 概要
毎回前半で「プレゼンター芸人」がPRを行いたい企業・団体など（クライアント）を引き連れ、クライアントをPRする。PR後、そのクライアントに関するクイズを出題する前半で好成績だと、後半でのクイズの挑戦権を得ることができる。後半のクイズで正解すると、商品を獲得できる。
2番組とも基本は企業の紹介がメインである。当番組終了後の後継番組である『サンドウィッチマンの週刊サンド新聞社』についても、クイズからロケ形式には変わるものの、企業紹介番組というスタンスは変えずに継続されていた。ただし、この『週刊サンド新聞社』は編成の都合上、2014年4月・5月の2ヶ月間（計9回）で終了した。

### PRICE SHOWとPRESEN SHOWでの相違点

#### 共通点
- 撮影はチバテレのスタジオや千葉県内ではなく、東京都港区六本木にあるスタジオで撮影されている[1]。
- サンドウィッチマンのうち、伊達みきおはMCとして出演。

#### 相違点
- サンドウィッチマンのうち、富澤たけしは「PRICE SHOW」では解答者として出演。「PRESEN SHOW」では伊達・たかはしと共にMCとして出演。
- 解答者は、「PRICE SHOW」では富澤1人のチームと、毎週異なる2つのチームのあわせて3チームによる対決。「PRESEN SHOW」では個人戦となる。
- 前半の問題に関しては以下の相違点がある。
  - 「PRICE SHOW」では主に数字に関するものであり、数字が正解と大きく離れていた場合は解答者が、全体の正解状況が芳しくない場合はプレゼンター芸人も罰ゲームをうける。
  - 「PRESEN SHOW」では、プレゼンター芸人自体がトミドコロのみとなった。
- 後半の問題に関しては以下の相違点がある。
  - 「PRICE SHOW」では「プライスクイズ」として3問（こちらは数字の問題ではない）に解答する。それぞれの問題に商品がついていて、正解すれば商品をもらうことができる。
  - 「PRESEN SHOW」では、あらかじめ商品が2つ用意されているので、その中から1つを選択。その商品についている問題に解答する。正解すればその商品を獲得、不正解の場合は参加賞となる。

## 出演者

### MC
- サンドウィッチマン
- たかはしゆい（元SDN48）

### プレゼンター芸人
「PRESEN SHOW」からは、トミドコロのみがプレゼンターとして出演することになった。
- トミドコロ

#### PRICE SHOW時代のプレゼンター芸人
以下の中から、毎週2組が出演。
- トミドコロ
- わらふぢなるお
- アボカドランドリー
- パーティ内山

## 放送局・放送時間
| 放送対象地域 | 放送局                                 | 系列                        | 放送日時           | 備考    |
| ------------ | -------------------------------------- | --------------------------- | ------------------ | ------- |
| 千葉県       | 千葉テレビ放送（CTC、チバテレ） 制作局 | 独立系                      | 土曜 21:00 - 21:30 |         |
| 全国         | ビクトリーチャンネル                   | スカパー!プレミアムサービス | 土曜 21:30 - 21:30 | 7週遅れ |

このほか、2012年12月16日の11:00 - 11:30に、テレビ神奈川（tvk）で単発放送された。